# Javier Sinay
Javier Sinay (Buenos Aires, 1980) es un periodista y escritor argentino. 
Fue editor de la revista Rolling Stone (Argentina) y colaboró con diversos medios como Gatopardo (México), Etiqueta Negra (Perú), Letras Libres (México), La Nación (Argentina), Reportagen (Suiza) y Tablet (Estados Unidos).
Entre sus libros publicados están Camino al Este: Crónicas de amor y desamor (2019), Cuba Stone: Tres historias (en coautoría, 2016), Los crímenes de Moisés Ville: Una historia de gauchos y judíos (2013) y Sangre joven: Matar y morir antes de la adultez (2009), todos con la editorial española Tusquets Editores.
Es coautor de ¡Extra!, una antología de 150 años de crónicas policiales argentinas. Junto a Ana Powazek de Breitman tradujo La caja de letras (2021), un libro de historia del periodismo judeoargentino escrito por el periodista Pinie Katz en 1929.
En 2015 ganó el Premio Gabriel García Márquez de la Fundación para el Nuevo Periodismo Iberoamericano (FNPI) por su crónica “Rápido. Furioso. Muerto”.  En 2010, ganó el premio Rodolfo Walsh Semana Negra de Gijón por el libro Sangre joven: Matar y morir antes de la adultez.
Es de origen judeoargentino. Su bisabuelo paterno Mihl Hacohen Sinay emigró de Grodno (actual Bielorrusia) y fue el editor del periódico ídish Der viderkol (1898).